# Charpentiera elliptica
Charpentiera elliptica là loài thực vật có hoa thuộc họ Dền. Loài này được (Hillebr.) A.Heller mô tả khoa học đầu tiên năm 1896.